# Hiotus
Hiotus är ett släkte av skalbaggar. Hiotus ingår i familjen vivlar.

## Dottertaxa tillHiotus, i alfabetisk ordning[1]
- Hiotus acutipennis
- Hiotus aequalis
- Hiotus amnicola
- Hiotus angustinasus
- Hiotus assentator
- Hiotus bifoveifrons
- Hiotus boliviensis
- Hiotus breviusculus
- Hiotus cavifrons
- Hiotus caviscutis
- Hiotus cerasus
- Hiotus congruens
- Hiotus conjux
- Hiotus continuatus
- Hiotus convergens
- Hiotus cornix
- Hiotus crenulatus
- Hiotus defectus
- Hiotus definitus
- Hiotus demissus
- Hiotus denticulatus
- Hiotus distortus
- Hiotus docilis
- Hiotus erythronotus
- Hiotus evanescens
- Hiotus flaccidus
- Hiotus flebilis
- Hiotus foveiceps
- Hiotus foveifrons
- Hiotus fractus
- Hiotus fretus
- Hiotus gentilis
- Hiotus globosus
- Hiotus grandis
- Hiotus gulosus
- Hiotus hilaris
- Hiotus impressibasis
- Hiotus inflatus
- Hiotus laeviventris
- Hiotus luteipennis
- Hiotus micronychus
- Hiotus minutus
- Hiotus nanus
- Hiotus nitidus
- Hiotus obesus
- Hiotus ovatulus
- Hiotus ovoideus
- Hiotus parviscutis
- Hiotus perplexus
- Hiotus piceolus
- Hiotus punctatus
- Hiotus punctulicollis
- Hiotus repens
- Hiotus retractus
- Hiotus rostralis
- Hiotus rubripes
- Hiotus rufitarsis
- Hiotus sejunctus
- Hiotus semiruber
- Hiotus semirubidus
- Hiotus semirufus
- Hiotus serenus
- Hiotus solutus
- Hiotus sparsesetosus
- Hiotus speculum
- Hiotus stolidus
- Hiotus stygialis
- Hiotus suturalis
- Hiotus tempestivus
- Hiotus thoracicus
- Hiotus trepidus
- Hiotus trivialis
- Hiotus troglodytes
- Hiotus tumidibasis
- Hiotus vapidus
- Hiotus vernicatus
- Hiotus vinosus
- Hiotus vulsus